# 젊은 밤 후회없다
"젊은 밤 후회없다"는 1986년에 개봉한 대한민국의 영화이다.

## 캐스팅
- 강석현 : 혁 역
- 이상아 : 신혜 역
- 남궁원
- 오경아
- 박원
- 민재홍
- 주상호
- 양정웅
- 박현주
- 홍현희
- 김정미
- 김추련 (특별출연)
- 박암 (특별출연)
- 김희라 (특별출연)
- 김현우 (회사원 조연)